# Пожежа у Рінгтеатрі
Пожежа в Рінгтеатрі (нім. Ringtheaterbrand) сталася 8 грудня 1881 року в Відні. За офіційними даними, вона спричинила загибель 384 осіб і є однією з найбільших пожеж XIX століття в Австро-Угорщині.

## Історія
8 грудня 1881 року в Рінгтеатрі на Шоттенрінге глядачі розсідалися в залі в очікуванні початку опери Жака Оффенбаха «Казки Гофмана» о 19 годині. О 18: 40 на сцені намагалися запалити четвертий ряд софітів з газових ламп. Внаслідок дефекту в електропневматичному запальному пристрої газ став надходити в повітря і вибухнув при наступній спробі запалити світильник. Вогонь перекинувся на сценічні підіймачі, потім швидко загорілася сцена і вогонь досяг глядацької зали.
Порятунок людей в залі для глядачів почався тільки через пів години після загоряння театру внаслідок декількох основних проблем. Аварійне освітлення у театрі забезпечувалося масляними лампами, які виявилися порожніми: з метою економії їх наповнювали маслом тільки на час перевірок. Двері евакуаційних виходів у театрі відкривалися тільки всередину, що гальмувало потоки глядачів. Поліція неправильно оцінила надзвичайну ситуацію в театрі й не пускала добровільних рятувальників з фоє театру в зал, оголосивши, що всі вже врятовані.
Будівля Театру вигоріла дотла. Останки жертв пожежі в Рінгтеатрі вперше ідентифікували за стоматологічним статусом, що розцінюється нині як початок відомої згодом Віденської криміналістичної школи та судової стоматології. В ідентифікації останків брав участь австрійський лікар Едуард фон Гофман, який використав отриманий досвід у своєму Основоположному «Підручнику судової медицини». Серед жертв пожежі в Рінгтеатрі опинився брат майбутньої трагічної коханки кронпринца Рудольфа, Ладислав Вечора. У будівлі, що примикає праворуч до Рінгтеатру, з 1877 року проживав австрійський композитор Антон Брукнер, і у нього були навіть квитки на смертоносну виставу в Рінгтеатрі 8 грудня 1881 року, але він, захворів і не прийшов в театр в цей день. Загиблих під час пожежі в Рінгтеатрі поховали на Центральному кладовищі Відня.
Головний режисер Рінгтеатру Франц фон Яунер був визнаний відповідальним за пожежу і засуджений до трьох років позбавлення волі, але був помилуваний імператором Францем Йосифом I через кілька тижнів. Міський голова Відня, Юліус фон Невальд, пішов з посади через пожежу, хоча у суді було доведено, що він не був винен у катастрофі. Безпосередньою реакцією на пожежу в Рінгтеатрі стало заснування Віденського добровільного рятувального товариства. Пожежа в Рінгтеатрі спричинила розвиток методів протипожежного захисту не тільки в Австрії, а й у всьому світі. Наприклад, в театрах впровадили протипожежні завіси, які відокремлюють в разі виникнення пожежі, сцену від залу для глядачів, і протипожежне просочення декорацій. На виставах у великих театрах Австрії в обов'язковому порядку присутній співробітник служби безпеки, який бере на себе командування евакуацією людей при пожежі.
Вражений подією імператор Франц Йосиф I фінансував з особистих коштів будівництво так званого «Спокутного будинку» на місці вигорілого театру. Кошти, одержувані від оренди цього прибуткового будинку, передавалися на благодійні цілі. Спокутний будинок постраждав під час бомбардувань Відня в 1945 році та був зруйнований в 1951 році. Зараз на місці Рінгтеатру і Спокутного будинку знаходиться адміністративна будівля Земельного управління поліції. У 1960-і роки актор Гельмут Квальтінгер і кабаретист Карл Мерц написали книгу про судовий процес над винними в пожежі в Рінгтеатрі, за мотивами якої був знятий фільм «Всі врятовані. Процес у справі Рінгтеатру»

## Галерея

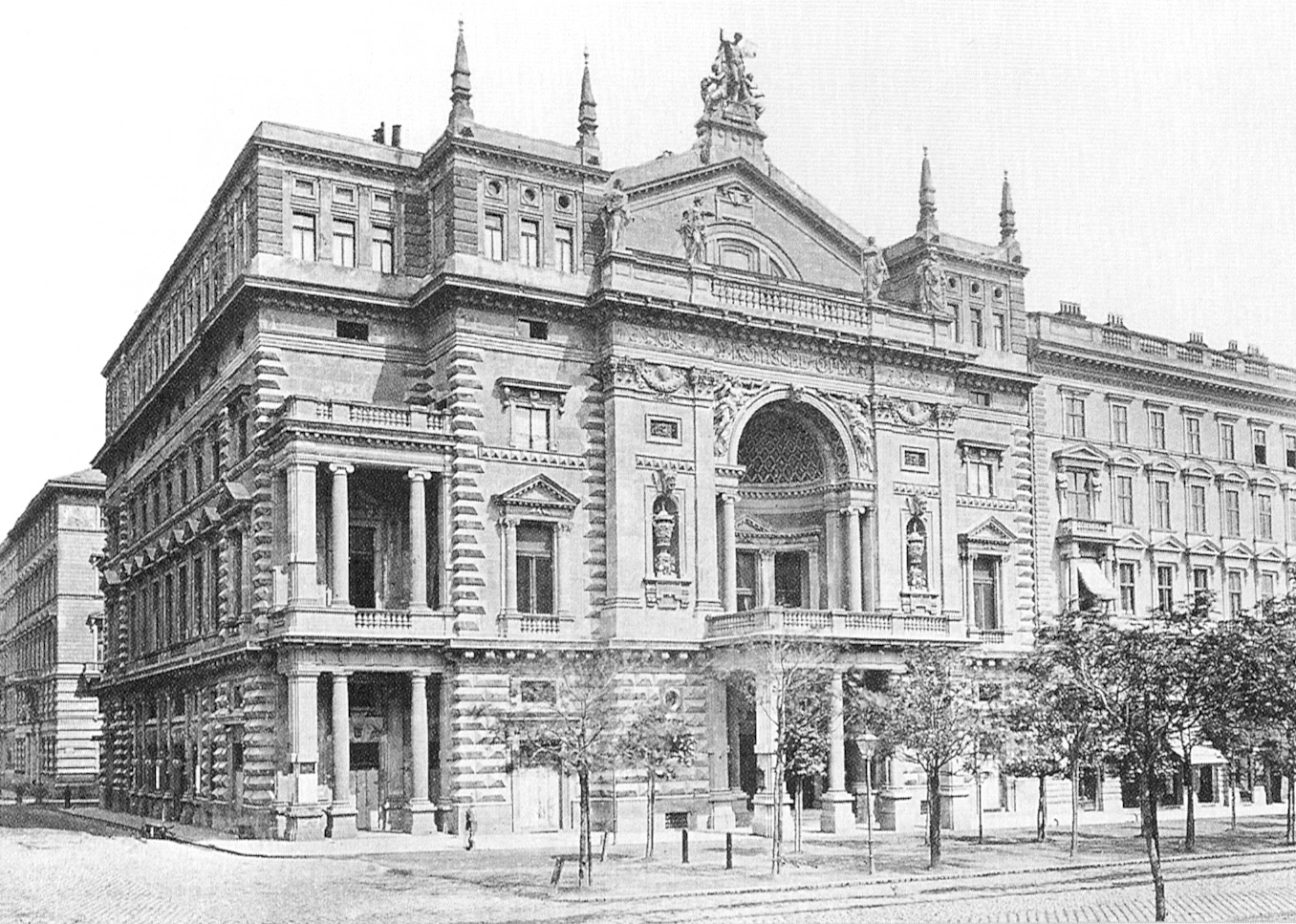
Рінгтеатр у Відні
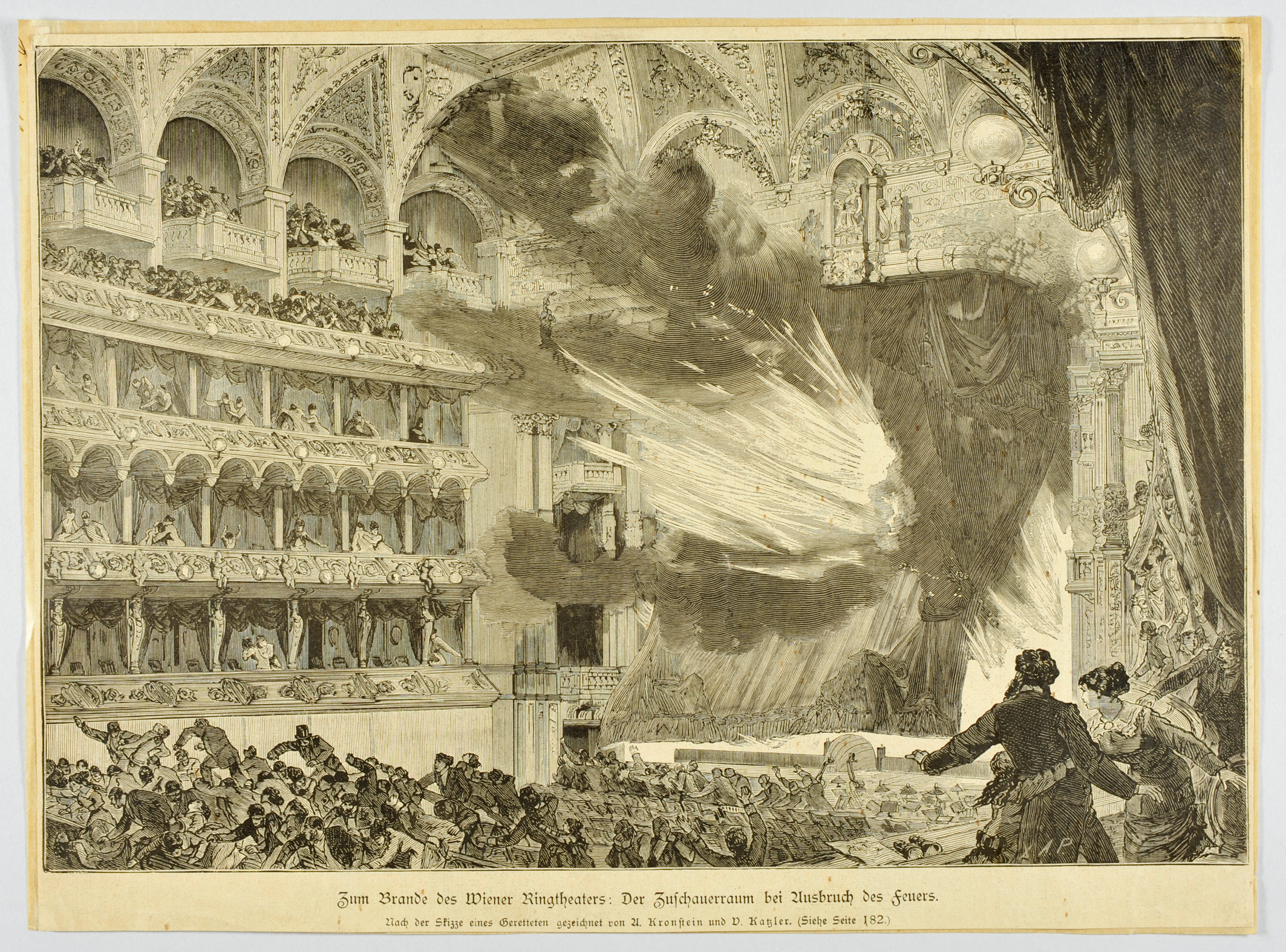
Вибух на сцені Рінгтеатру
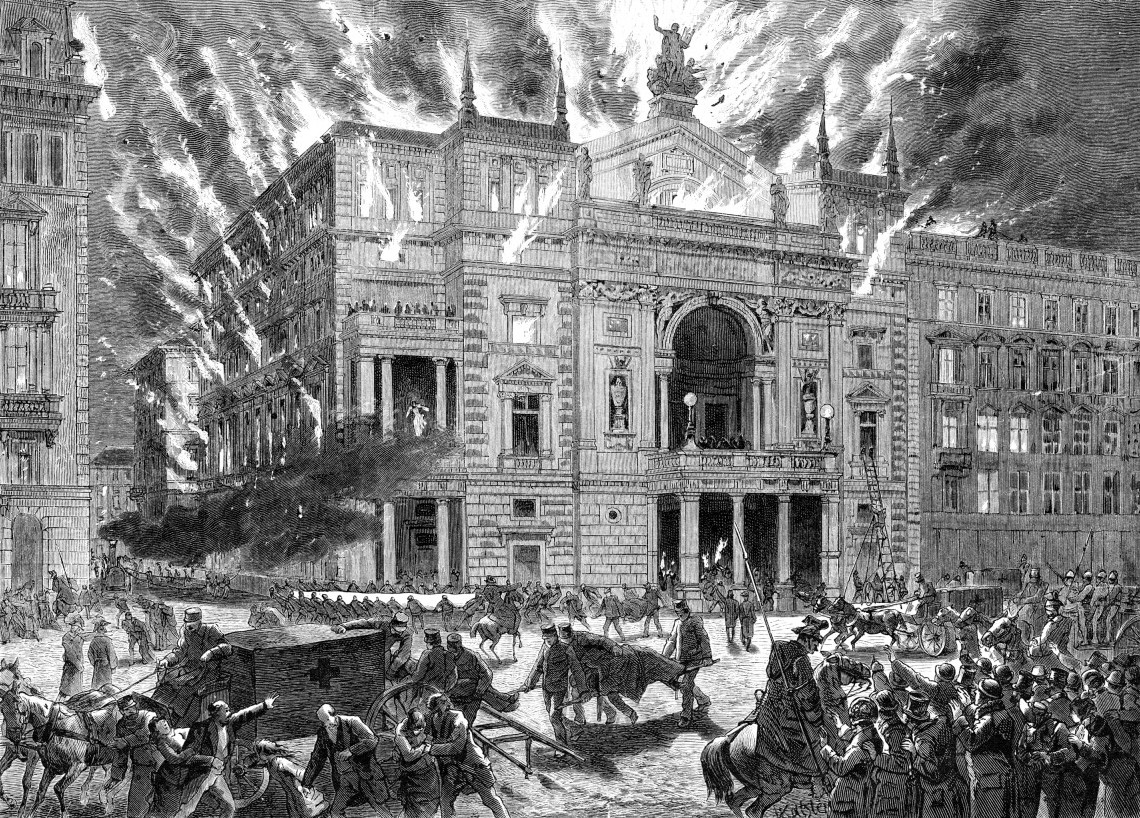
Рінгтеатр під час пожежі